# بنتي فيرانكوسكي
بنتي فيرانكوسكي (Pentti Virrankoski؛ فانكوفر، 20 يونيو 1929) مؤرخ فنلندي، نال الدكتوراه في الفلسفة عام 1964. عمل أستاذاً لتاريخ فنلندا في جامعة توركو (1978-1992).
ركز فيرانكوسكي في أبحاثه على التاريخ الاقتصادي والاجتماعي. من بين أعماله سيرة رائعة لأندرس كيدنيوس. وقد كتب أيضاً أول كتاب أكاديمي للطلاب عن تاريخ فنلندا الاقتصادي (1975)، وكتابين عن الشعوب الأصلية في الأمريكتين، واكتابٌ عن بوهيانما (1997) وسيرة الموسيقار هايكي كليمتي (2004).